# Elhadj Dembo Sylla
Pour les articles homonymes, voir Sylla.
Ne doit pas être confondu avec Dembo Sylla.
Elhadj Dembo Sylla est un homme politique guinéen et député à l'Assemblée nationale de 2020 à 2021.
Il est le président du groupe parlementaire Alliance patriotique, élu à la place de Mamadou Sylla qui lui a cédé sa place le 18 avril 2020.Dans la législature de 2015 à 2020 il a été successivement premier secrétaire parlementaire puis vice-président de l'assemblée nationale